# QuickTime
QuickTime er en medieafspiller skabt af Apple Inc. til Macintosh-computere der anvender mac styresystemer, i dag OS X. Gennem flere år er programmet også udviklet til Microsoft Windows og som plug-ins til andre platforme.
Den nyeste version af QuickTime 7 (til OS X Tiger og Leopard) og QuickTIme X (til OS X Snow Leopard) er version 10.0. Apple har også sammensat programmet med musikafspilleren iTunes. Som noget nyt understøtter Quicktime High Definition-videoklip og -film i QuickTimes eget format, mov.
Der findes to versioner: en gratis version af QuickTime med normal funktionalitet samt en kommerciel Pro-version, som åbner for flere muligheder såsom at gemme en lokal kopi af videoklippet på harddisken.